# Sinfonietta Dresden
Die Sinfonietta Dresden ist ein 1994 gegründetes Kammerorchester aus Dresden.

## Geschichte
Sinfonietta Dresden wurde 1994 gegründet und ist ein selbstorganisiertes, freies Kammerorchester. Träger ist der gemeinnützige Verein Sinfonietta Dresden e.V., der aus vielen im Orchester engagierten Musikern besteht. Im derzeitigen Vorstand arbeiten Olaf Georgi, Carsten Heyder, Susanne Goerlich, Andreas Roth und Andreas Scholz. Hervorgegangen ist die Sinfonietta Dresden aus dem Jungen Dresdner Kammerorchester.
Das Ensemble musiziert Werke der Chorsinfonik und Instrumentalmusik von Barock bis Moderne. Alleinstellungsmerkmal von Sinfonietta Dresden sind selbst entwickelte Konzertreihen, in denen ein Spannungsfeld aus alter und neuer Musik erzeugt wird. Die Konzertreihen Spannungen, Spiegelungen, Beethoven I Schnittpunkte, Displaced Persons und die Konzerte in Zusammenarbeit mit KlangNetz Dresden, Meetingpoint Memory Messiaen, Komponistenklasse Halle, Komponistenklasse Sachsen-Anhalt, Komponistenklasse Dresden und dem Acantun Kollektiv gehören zu den erfolgreichen Formaten des Ensembles.
Sinfonietta Dresden hat bisher über 100 Kompositionen uraufgeführt. Dazu gehören international erfolgreiche Komponisten, aber auch zahlreiche sächsische Komponisten der jüngeren Generation. Im Fokus stehen darüber hinaus Kompositionen aus Osteuropa und den Partnerstädten Dresdens.
Konzertreisen führten Sinfonietta Dresden durch Deutschland und einige europäische Länder. Neben CD-Produktionen gab es zahlreiche Rundfunkmitschnitte.
2025 erhält Sinfonietta Dresden den Kunstpreis der Stadt Dresden.